# Rudnia (gmina Gierwiszki)
Rudnia (lit. Rudnia) − wieś na Litwie, zamieszkana przez 27 ludzi, w gminie rejonowej Soleczniki, 1,5 km od Gierwiszek.